# Kobilščak
Kobilščak este o localitate din comuna Radenci, Slovenia, cu o populație de 52 de locuitori.